# Chiefs de Spokane
Les Chiefs de Spokane sont une franchise de hockey sur glace américaine qui évolue dans la ligue junior de la Ligue de hockey de l'Ouest.

## Historique
La franchise commence ses activités dans la LHOu en tant que Wings de Kelowna en Colombie-Britannique en 1982 avant de déménager à Spokane en 1985 et de devenir les Chiefs.
Le 25 mai 2008 les Chiefs deviennent champions de la Ligue canadienne de hockey en remportant la Coupe Memorial face aux Rangers de Kitchener sur le score de 4-1.

## Arena
- Spokane Coliseum
- Spokane Veterans Memorial Arena